# L'Arc de Triomphe, Wrapped
L'Arc de Triomphe, Wrapped (littéralement L'Arc de Triomphe, emballé) est une œuvre d'art contemporain éphémère créée par Christo et Jeanne-Claude sur l'Arc de triomphe de l'Étoile (Paris) en 2021.

## Origine et conception du projet

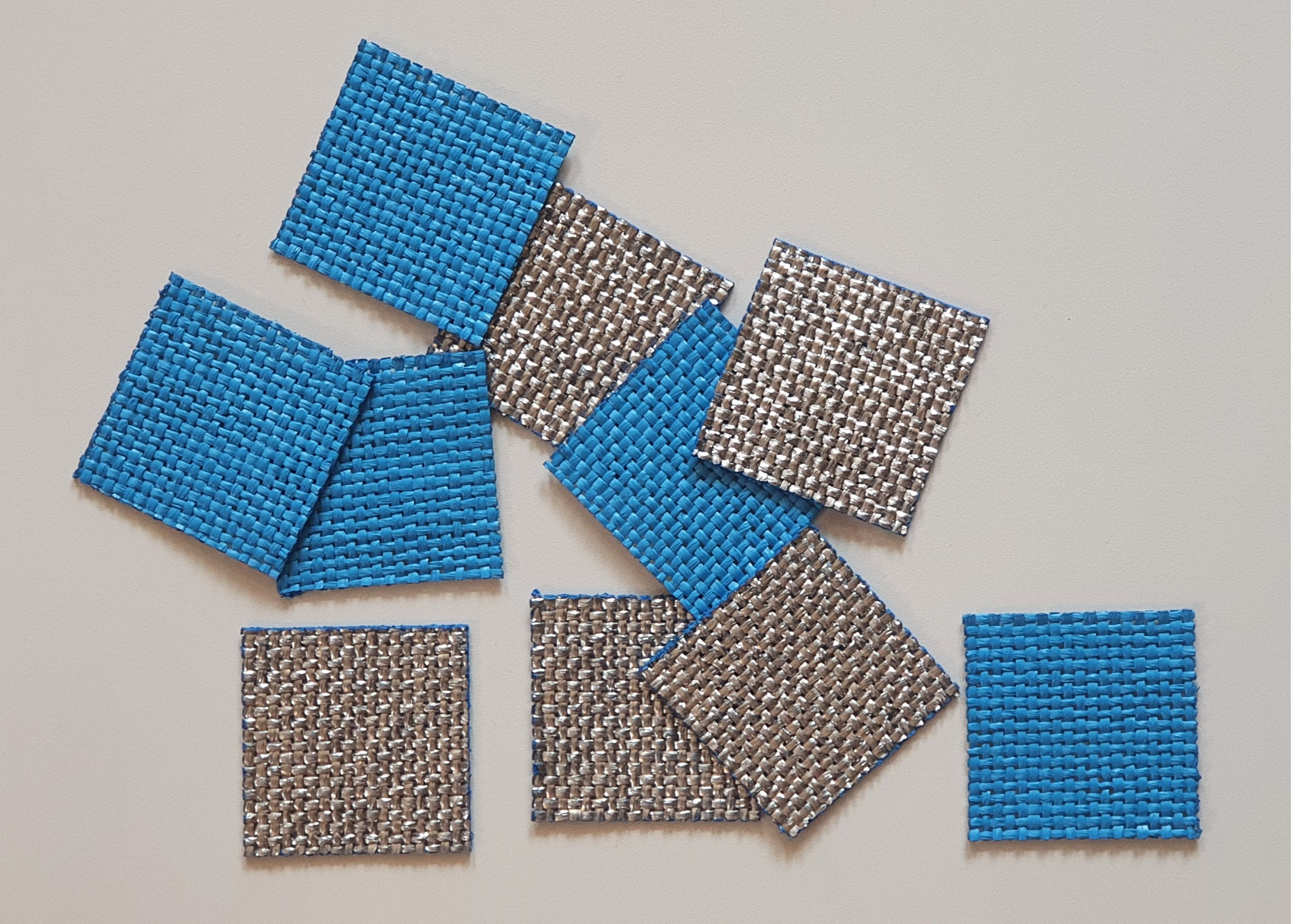
Echantillons du tissu ayant servi au projet.

En avril 2020, Christo devait emballer l'Arc de triomphe de l'Étoile, à Paris, une œuvre imaginée à l'origine avec Jeanne-Claude Denat de Guillebon dans les années 1960. Repoussée dans un premier temps à septembre 2020 en raison de la pandémie de Covid-19, la réalisation de ce projet est finalement programmée pour l'automne 2021, de manière posthume, Christo étant mort en mai 2020. En septembre 2021, l'Arc de triomphe, à Paris, se voit recouvert de multiples draps colorés. Il s'agissait en fait de l'œuvre de Christo et Jeanne-Claude, financé par leur fondation. L'opération fait polémique et provoque des réactions contrastées.

## Matériaux utilisés
L'Arc de Triomphe est dans 25 000 mètres carrés de tissu très fin argent bleuté, tendu par 3 000 mètres de corde recyclable en polypropylène rouge. Le tissu, fabriqué dans le nord de l'Allemagne, est recyclable, constitué de polypropylène sur lequel il a été vaporisé de l'aluminium.

## Financement
Le coût de l'empaquetage posthume de l'Arc de triomphe pendant deux semaines s'élève à 14 millions d'euros, financés par une vente aux enchères Sotheby's d'œuvres de Christo et Jeanne-Claude,.

## Galerie

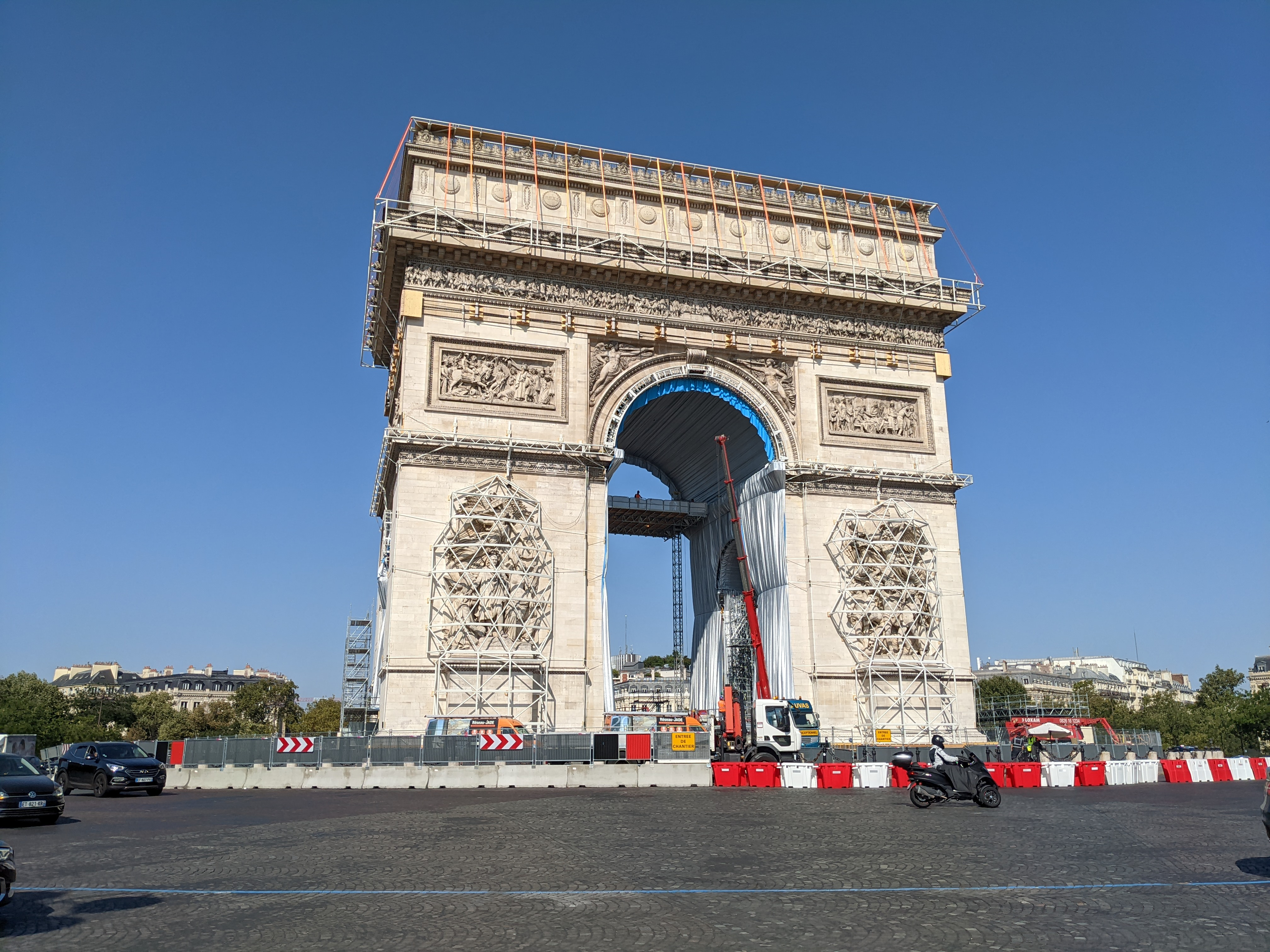
L'Arc de triomphe préparé pour l'emballage
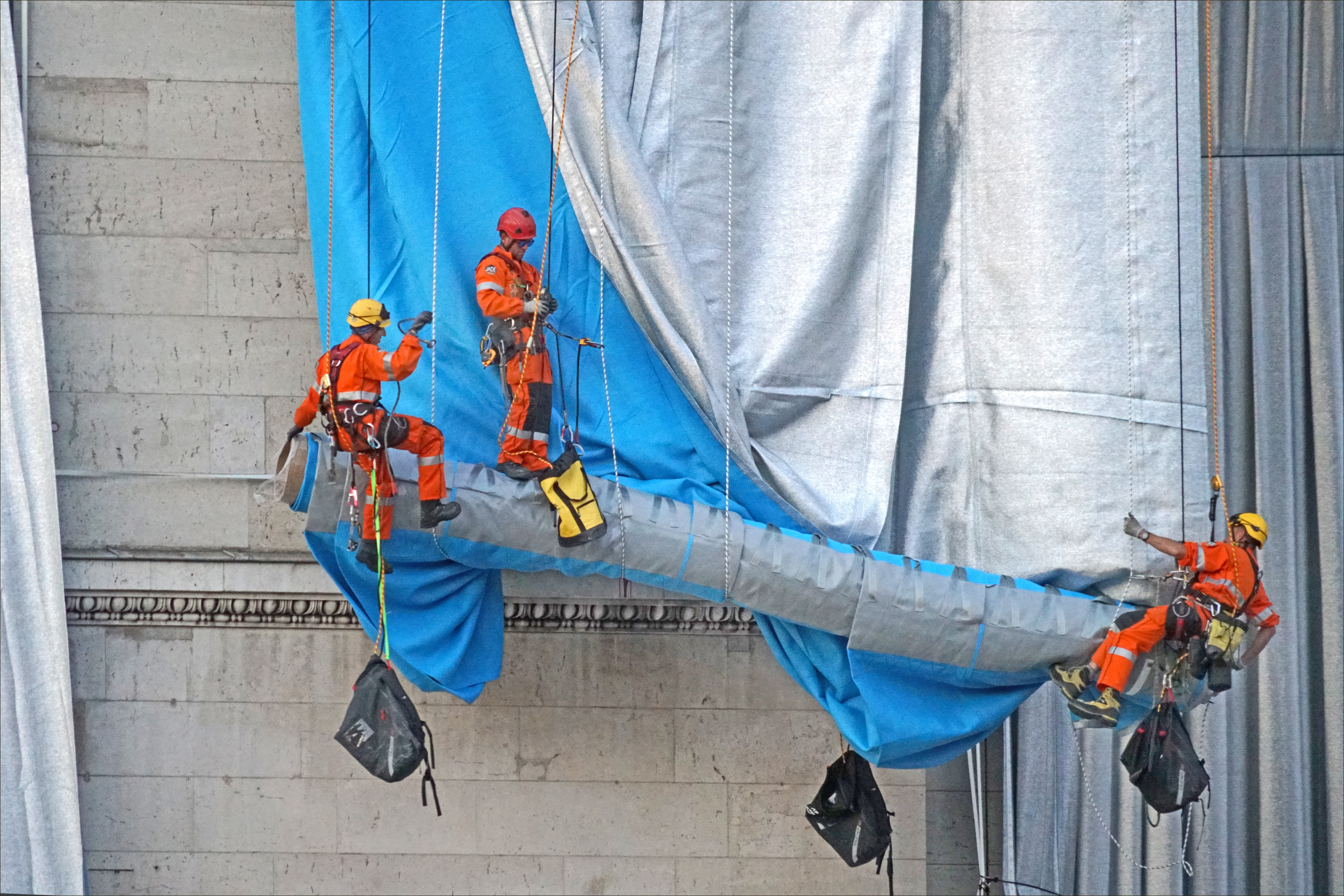
L'Arc de triomphe en cours d'emballage, vu depuis l'avenue Kléber
"L'Arc de Triomphe, emballé" par Cristo, vu depuis l'avenue d'Iéna